# ザ・童謡ポップス1 クリスマスと冬のうた集
『ザ・童謡ポップス1 クリスマスと冬のうた集』（ザ・どうようポップスいち クリスマスとふゆのうたしゅう）は、2001年11月29日にPICCOLO TOWNから発売された童謡カバーのコンピレーション・アルバム。

## 概要
- ハロー!プロジェクトのアイドルが歌う「ザ・童謡ポップス」のシリーズ第1弾。
- 本作は、クリスマスソングと冬をテーマにした楽曲を収録[1]。
- カバーイラストレーションは、モーニング娘。の2代目リーダーの飯田圭織によるものである。

## 収録曲
1. ジングルベル / 矢口真里、アヤカ、松浦亜弥、石井リカ
訳詞：音羽たかし / 作曲：J.S.ピエールポント / 編曲：鶴由雄
2. 赤鼻のトナカイ / 加護亜依、小川麻琴、アヤカ
訳詞：新田宣夫 / 作曲：J.マークス / 編曲：山尾正人
3. サンタクロースがやってくる / 吉澤ひとみ、加護亜依、あさみ、石井リカ
訳詞：水野汀子 / 作曲：G.オートリー / 編曲：渡辺美佳、久保寛一郎
4. 雪のおどり / 矢口真里、石川梨華、新垣里沙、あさみ
チェコスロヴァキア民謡 / 訳詞：油井圭三 / 編曲：山尾正人
5. 風も雪も友達だ / 安倍なつみ、新垣里沙、石井リカ
訳詞：小林純一郎 / 作曲：S.ネルソン / 編曲：渡辺美佳、久保寛一郎
6. サンタが街にやってくる / 保田圭、りんね、アヤカ、松浦亜弥
訳詞：タカオカンベ / 作曲：J.F.クーツ / 編曲：山尾正人
7. ママがサンタにキッスした / 保田圭、辻希美、りんね、ミカ
訳詞：漣健児 / 作曲：T.コーナー / 編曲：河野雅昭
8. ホワイトクリスマス / 安倍なつみ、高橋愛、ミカ、石井リカ
訳詞：中山知子 / 作曲：I.バーリン / 編曲：山尾正人
9. おめでとうクリスマス / 飯田圭織、紺野あさ美、あさみ、アヤカ、ミカ
イギリス民謡 / 訳詞:高田三九三 / 編曲：熊田豊
10. もろびとこぞりて / 飯田圭織、あさみ、アヤカ、ミカ、石井リカ
賛美歌112番 / 作曲：G.F.ヘンデル / 編曲：山尾正人
11. ゆき / 辻希美、紺野あさ美、りんね
文部省唱歌 / 編曲：河野雅昭
12. お正月 / 吉澤ひとみ、りんね、アヤカ、石井リカ
作詞：東くめ / 作曲：滝廉太郎 / 編曲：山尾正人
13. 一月一日 / 後藤真希、石川梨華、高橋愛、小川麻琴
作詞：千家尊福 / 作曲：上真行 / 編曲：鶴由雄
14. たこの歌 / 後藤真希、松浦亜弥
文部省唱歌 / 編曲：山尾正人
15. きよしこの夜 / モーニング娘。、ココナッツ娘。、カントリー娘。、石井リカ
訳詞：由木康 / 作曲：F.グルーバー / 編曲：鶴由雄

## 参加メンバー
- モーニング娘。
  - 1期：飯田圭織、安倍なつみ
  - 2期：保田圭、矢口真里
  - 3期：後藤真希
  - 4期：石川梨華、吉澤ひとみ、辻希美、加護亜依
  - 5期：高橋愛、紺野あさ美、小川麻琴、新垣里沙
- カントリー娘。
  - りんね、あさみ
- ココナッツ娘。
  - アヤカ、ミカ、レフア
- 松浦亜弥
- 石井リカ